# Буєвич Олена Іванівна
Буєвич Олена Іванівна (9 червня 1968, Сміла, Черкаська область, Українська РСР) — українська поетеса, перекладач.

## Біографія
Закінчила Черкаське музичне училище ім. С.С. Гулака-Артемовського за фахом викладач фортепіано, концертмейстер та Московський Літературний інститут ім. О. М. Горького (поезія, керівники семінару А. Жигулін — І. Волгін).
Викладала фортепіано та композицію у Черкаській дитячій музичній школі № 2, працювала журналістом в прес-центрі УМВС, редактором відділу «Суспільство» в обласному щотижневику «Акцент».
Редагувала літературний альманах «Новые страницы» (Черкаси), поетичні збірки місцевих авторів. Була співорганізатором та членом журі літературних фестивалів «Летающая Крыша» та «Пушкинское кольцо» (Черкаси).
Твори перекладалися англійською, сербською та болгарськими мовами.
Вірші та переклади опубліковані у часописах:
«Новый мир», «Наш Современник», «Дружба народов» та «Российский колокол» (Москва), «Парус» (Мінськ), «Радуга» та «Византийский Ангел» (Київ), «Четвер» (Івано-Франківськ), «Нана» (Чеченська республіка), «Странник» (Саранськ), «Введенская сторона» (Стара Руса), «Эмигрантская лира» (Бельгия), у альманахах «Вітрила» (Київ), «Лава» (Харків), «Истоки» и «Никитские ворота» (Москва), «Бийский Вестник» (Алтайський край).
В перекладі на сербську — в альманасі «Траг» (Сербія), часописі «Ријеч» № 3-4, 2016 (Книжковий клуб Брчко, Боснія і Герцеговина), на англійську — в США.
Мешкає в м. Черкаси, працює журналістом, перекладає поезію з сербської та польської мов.

### Участь у організаціях
- Національна спілка журналістів України з 1995 року;
- Асоціація українських письменників (АУП) з 1997 року;
- Спілка письменників Росії з 2007 року.

### Поетичні книги
- «Странница-душа» (Москва, РБП, 1994),
- «Нехитрый мой словарь» (Москва, ОЛМА-ПРЕСС, 2004),
- «Ты — посредине» (Нижній Новгород, ФГУИПП «Нижполиграф», 2004),
- «Елица» (Черкаси, «Відлуння-Плюс», 2011),
- «Две душе - Две души» (Белград, «Граматик», 2016),
- «Чернила и вино» [Архівовано 23 грудня 2019 у Wayback Machine.]. Данило Йоканович. Книга віршів / Переклад з сербської — Олени Буєвич (Київ, Видавничий дім Дмитра Бураго, 2018),
- «Остаться в Евпатории» (Воронеж, Центральное Черноземное книжное издательство, 2019),
- «Повторное путешествие» [Архівовано 27 жовтня 2021 у Wayback Machine.]. Данило Йоканович. Книга стихов / Перевод с сербского — Елены Буевич (Москва — Тверь,  Издательство «СТиХи», 2020),
- «Окно, в котором течет Дунай. Современная сербская поэзия в переводах Елены Буевич» (Красноярск, РИЦ "День и ночь", 2021).

### Вірші в антологіях
- Молитвы русских поэтов XX—XXI вв., друге видання (Москва, «Вече»)

## Визнання
- Звання «Академік Бу-Ба-Бу 1993 року».
- Диплом Міжнародної Бунінської премії 2017 р. «За поетичну майстерність та зберігання російської мови в Україні»;[1].
- «Золотий диплом» IV Міжнародного Слов'янського літературного форуму «Золотой Витязь» за збірку поезій «Елица»;[2].
- Лауреат літературної премії ім. Т. Снєжиної «за досягнення у співаній поезії».
- Дипломант у номінації «композитор» фестивалю «Благодатное небо» у Киево-Печерській Лаврі[3].
- Дипломант 6-го Міжнародного літературного Волошинського конкурсу в номінації «Переклад вірша сучасного автора з української мови» (Юрій Андрухович, вірш «Зоря»);[4].
- Переможниця конкурсу споживацької журналістики «Правда для людей» в номінації «Найкраща Інтернет-публікація».
- Диплом Митрополита Київського і всієї України Володимира в конкурсі «Православна моя Україно» (2009 р., до 1020-річчя Хрещення Русі) «за розвиток сучасної духовної літератури, скерованої на затвердження Православної Віри та Святої Церкви».
- Спеціальна Похвала Третього конкурсу "Вірші Андрічграду 2017", Республіка Сербська, Боснія і Герцеговина  [Архівовано 16 червня 2017 у Wayback Machine.].
- Лауреат Міжнародної літературної премії ім. Фазіля Іскандера 2020 року за збірку віршів «Остаться в Евпатории»  [Архівовано 12 грудня 2020 у Wayback Machine.].

### Вірші на сайтах
- Вірші українською мовою
- «Нева» [Архівовано 23 грудня 2019 у Wayback Machine.]
- «Новый мир» [Архівовано 20 квітня 2017 у Wayback Machine.]
- «Эмигрантская лира» [Архівовано 20 квітня 2017 у Wayback Machine.]
- Буєвич Олена на сайті «Поэзия.ру»,
- «Введенская сторона» [Архівовано 3 вересня 2014 у Wayback Machine.]
- «Камертон» [Архівовано 4 вересня 2014 у Wayback Machine.],
- «Камертон» [Архівовано 4 вересня 2014 у Wayback Machine.],
- Переклади з сербської мови [Архівовано 6 вересня 2014 у Wayback Machine.]

### Публіцистика
- Паломницька подорож Черкасами [Архівовано 18 червня 2012 у Wayback Machine.]

## Статті про творчість
- Кудимова Марина Владимировна. "ВОЗДУХ В ПАУЗАХ" про книгу О. Буєвич "Остаться в Евпатории"  [Архівовано 9 серпня 2020 у Wayback Machine.],
- Михаил Хлебников. "ТРЕТИЙ КРЫМ" про книгу О. Буєвич "Остаться в Евпатории"  [Архівовано 12 червня 2020 у Wayback Machine.],
- Владимир Коларић, Србиjа. «ЈЕЛЕНА БУЈЕВИЧ: Две душе (Граматик, 2016)»  [Архівовано 6 листопада 2016 у Wayback Machine.],
- Кондакова Надежда Васильевна. "НАПИТАТЬ И СОГРЕТЬ: О творчестве Елены Буевич".  [Архівовано 20 квітня 2017 у Wayback Machine.],
- Милославский Юрий Георгиевич. "НЕИЗБЕЖНЫЙ ПОЛЕТ: О стихах Елены Ивановны Буевич".  [Архівовано 20 квітня 2017 у Wayback Machine.],
- Литературная газета, Станіслав Мінаков про книгу О. Буєвич «Елица» ,
- Схід.info «Луганск в очередной раз прославился. Теперь… в песне»  [Архівовано 6 березня 2016 у Wayback Machine.],
- Вячеслав Памурзин "Проснутся древние славяне…"  [Архівовано 12 грудня 2019 у Wayback Machine.],
- Сергей Алиханов. "Елена Буевич: "А в воздухе, как взвесь, плывут слова и строчки..."  [Архівовано 27 січня 2021 у Wayback Machine.].

### Пісні на вірші Олени Буєвич
- Оксана Доріченко «Душе моей»  [Архівовано 4 вересня 2014 у Wayback Machine.],